# Sven Fischer
Sven Fischer (Esmalcalda, 16 de abril de 1971) es un deportista alemán que compitió en biatlón.
Participó en cuatro Juegos Olímpicos de Invierno, entre los años 1994 y 2006, obteniendo en total ocho medallas: oro y bronce en Lillehammer 1994, oro en Nagano 1998, dos platas en Salt Lake City 2002 y dos oros y un bronce en Turín 2006. Ganó 20 medallas en el Campeonato Mundial de Biatlón entre los años 1993 y 2007.

## Palmarés internacional
| Juegos Olímpicos   | Juegos Olímpicos                | Juegos Olímpicos  | Juegos Olímpicos |
| Año                | Lugar                           | Medalla           | Prueba           |
| ------------------ | ------------------------------- | ----------------- | ---------------- |
| 1994               | Lillehammer (Noruega)           | Medalla de oro    | Relevo           |
| 1994               | Lillehammer (Noruega)           | Medalla de bronce | Individual       |
| 1998               | Nagano (Japón)                  | Medalla de oro    | Relevo           |
| 2002               | Salt Lake City (Estados Unidos) | Medalla de plata  | Velocidad        |
| 2002               | Salt Lake City (Estados Unidos) | Medalla de plata  | Relevo           |
| 2006               | Turín (Italia)                  | Medalla de oro    | Velocidad        |
| 2006               | Turín (Italia)                  | Medalla de oro    | Relevo           |
| 2006               | Turín (Italia)                  | Medalla de bronce | Persecución      |
| Campeonato Mundial |                                 |                   |                  |
| Año                | Lugar                           | Medalla           | Prueba           |
| 1993               | Borovets (Bulgaria)             | Medalla de oro    | Equipos          |
| 1993               | Borovets (Bulgaria)             | Medalla de bronce | Relevo           |
| 1995               | Antholz (Italia)                | Medalla de oro    | Relevo           |
| 1996               | Ruhpolding (Alemania)           | Medalla de plata  | Relevo           |
| 1997               | Osrblie (Eslovaquia)            | Medalla de oro    | Relevo           |
| 1998               | Hochfilzen (Austria)            | Medalla de plata  | Equipo           |
| 1999               | Kontiolahti (Finlandia)         | Medalla de oro    | Individual       |
| 1999               | Kontiolahti (Finlandia)         | Medalla de oro    | Salida en grupo  |
| 1999               | Kontiolahti (Finlandia)         | Medalla de bronce | Persecución      |
| 2000               | Oslo (Noruega)                  | Medalla de bronce | Relevo           |
| 2001               | Pokljuka (Eslovenia)            | Medalla de bronce | Salida en grupo  |
| 2001               | Pokljuka (Eslovenia)            | Medalla de bronce | Relevo           |
| 2002               | Oslo (Noruega)                  | Medalla de plata  | Salida en grupo  |
| 2003               | Janty-Mansisk (Rusia)           | Medalla de oro    | Relevo           |
| 2003               | Janty-Mansisk (Rusia)           | Medalla de plata  | Salida en grupo  |
| 2004               | Oberhof (Alemania)              | Medalla de oro    | Relevo           |
| 2005               | Hochfilzen (Austria)            | Medalla de plata  | Velocidad        |
| 2005               | Hochfilzen (Austria)            | Medalla de plata  | Salida en grupo  |
| 2005               | Hochfilzen (Austria)            | Medalla de bronce | Persecución      |
| 2007               | Antholz (Italia)                | Medalla de bronce | Relevo           |